# 巌村 (山梨県)
巌村（いわおむら）は山梨県北都留郡にあった村。現在の上野原市中心部の南西一帯、桂川沿岸にあたる。

## 地理
- 山：高柄山、御前山
- 河川：桂川

## 歴史
- 1875年（明治8年）11月 - 都留郡四方津村、川合村、八ッ沢村及び松留村が合併して、巌村が発足する。
- 1878年（明治11年）7月22日 - 郡区町村編制法の施行により、巌村が北都留郡の所属となる。
- 1889年（明治22年）7月1日 - 町村制の施行により、巌村の区域をもって、巌村が発足する。
- 1955年（昭和30年）4月1日 - 上野原町、棡原村、西原村、島田村、大鶴村、甲東村、大目村及び巌村が合併して、改めて上野原町が発足する。

## 交通

### 鉄道路線
- 日本国有鉄道
  - 中央本線
    - 四方津駅

### 道路
- 国道20号